# 7028 Tachikawa
7028 Tachikawa este un asteroid din centura principală de asteroizi.

## Descriere
7028 Tachikawa este un asteroid din centura principală de asteroizi. A fost descoperit pe 5 decembrie 1993 la Nyukasa de Masanori Hirasawa și Shohei Suzuki. Asteroidul prezintă o orbită caracterizată de o semiaxă mare de 2,87 ua, o excentricitate de 0,07 și o înclinație de 3,1° în raport cu ecliptica.